# Xàwar
Abu-Xujà Xàwar ibn Mujir as-Sadí (àrab: شاور بن مجير السعدي, Xāwar ibn Mujīr as-Saʿdī), conegut simplement com a Xàwar (?- 18 de gener de 1169), fou un visir fatimita. Era membre del clan Banu Sad de la tribu beduïna dels Judham.
Després de ser fet presoner pels francs i haver passat uns anys de captiveri, fou alliberat el desembre de 1112 i va entrar a l'exèrcit del visir Mamun al-Bataihi. Fou un partidari destacat del visir Ridwan ibn Walakhaixi en el seu conflicte amb el califa al-Hàfiz i va fugir amb ell a Síria. Derrotat Ridwan l'octubre de 1139, va fugir a l'Alt Egipte amb els seus beduïns i encara que després fou perdonat, va ser mantingut en arrest al palau del Caire.
El 1160 el visir Talai ibn Ruzzik el va nomenar governador de l'Alt Egipte amb seu a Kus. Per temor que no esdevingués un rival, Talai va aconsellar al seu fill Ruzzik ibn Talai a no intentar eliminar Xawar, però el consell no fou seguit i el 1162 Xawar es va revoltar; derrotat a Dalja, es va desplaçar amb un contingent de soldats pels oasis occidentals cap a Taruja, al delta del Nil, reunint partidaris pel camí, i baixant cap al Caire, on va entrar el 30 de desembre de 1162 i es va proclamar visir. Ruzzik va fugir però fou fet presoner i sospitós de conspirar amb les faccions fou executat l'agost de 1163. Aquest mateix mes va enviar robes d'honor i diners al zengita Nur al-Din Mahmud d'Alep que les va acceptar; però el dia 30 d'agost de 1163 perdia el visirat en favor del seu lloctinent, el beduí Dirgham; l'octubre era a la cort de Nur al-Din per demanar el seu restabliment. Amb el consentiment de Nur al-Din, Xirkuh (oncle de Saladí), va dirigir una expedició a Egipte i el 24 d'abril de 1164 va ocupar Bilbeis, arribant al Caire l'1 de maig, on va enderrocar a Dirgham i va restaurar a Xawar que fou confirmat pel califa, però una vegada en el poder va rebutjar obeir a Nur al-Din i va intentar forçar el retorn de Xirkuh cap a Síria. Com que no ho va aconseguir, va demanar l'ajut d'Amauri o Amalric I de Jerusalem.
Xirkuh es va fer fort a Bilbeis. Com a maniobra de distracció va organitzar un atac d'emirs a l'altre flanc, a Harim, prop d'Antioquia on l'11 d'agost deu mil francs van morir a una batalla. Un compromís entre Amalric i Xirkuh concertat a Bilbeis va establir que els dos exèrcits es retirarien.
Però el pacte de Xawar amb Amalric va incitar a Nur al-Din Mahmud a autoritzar una nova expedició de Xirkuh que va arribar a Egipte el gener del 1167; la batalla contra Xawar es va lliurar a prop de les piràmides, a al-Babein, el 18 de març i la victòria fou per Xirkuh; Amalric, que combatia al costat de Xawar, va poder arribar al Caire i reunir-se amb els gros de les seves forces mentre Xirkuh va entrar a Alexandria. Poc després un acord va establir que Amalric i Xirkuh es retirarien d'Egipte. Xawar havia de pagar 100.000 dinars cada any a Amalric, però aquest tribut, exagerat, va provocar la revolta del camperols el 1168. Amalric va assetjar Bilbeis, i va entrar a la ciutat el dia de tots sants (1 de novembre) i va fer una matança indiscriminada dels seus habitants musulmans; això els va fer perdre el suport dels coptes, que fins llavors els havien donat suport. Al mateix temps Xawar va fer cremar els barris vells del Caire (novembre del 1168); l'incendi va durar 58 dies; fou llavors el mateix califa qui va demanar ajut a Nur al-Din contra el seu visir. El gener de 1169 Xirkuh i el seu nebot Saladí van entrar al Caire i Saladí va executar Xawar el dia 18.